# Pemphigus chomoensis
Pemphigus chomoensis är en insektsart, beskriven av Zhang 1979. Pemphigus chomoensis ingår i släktet Pemphigus och familjen långrörsbladlöss. Inga underarter finns listade i Catalogue of Life.